# Abdij van Saint-Jean-des-Vignes
De Abdij van Saint-Jean-des-Vignes was een abdij van reguliere kanunniken gesticht in 1076 door Hugues le Blanc en gelegen op de heuvel Saint-Jean, ten zuidwesten van het centrum van de Franse stad Soissons in het departement Aisne.
De klokkentoren en de kloostergang van deze voormalige abdij wordt sinds 1875 geklasseerd als monument historique. De andere delen werden later geklasseerd, met name in 1913 de grondvesten van de abdijgebouwen en in 1947 de gastenkwartieren, de ringmuur, de watertoren en het abtsgebouw.

## Stichting
De lokale heer, Hugues le Blanc, bezat in de regio het patronaatsrecht over verschillende kerken, waardoor hij de inkomsten genoot.  Onder druk van de gregoriaanse hervormer Thibault de Pierrefonds, bisschop van Soissons, stichtte hij een klooster net buiten de stad en toegewijd aan Sint-Jan. Dit klooster kreeg de naam Saint-Jean-du-Mont. Aan deze stichting schonk Hugo vijf parochies (Charly, Montlevon, Saint-Aignan, Le Grand Rozoi en Arthaise) en twee molens, de Moulin Neuf en de moulin Tauxart op de Oise. De bisschop liet de eer van de stichting aan Hugo en beiden vroegen gezamenlijk aan koning Filips I om deze met een oorkonde te bekrachtigen. Wat hij deed in 1076.
Twaalf jaar later kocht Hugo 30 roeden wijngaard om ze aan de abdij te schenken en ze zo aan de verschillende wijngaarden gelegen in het dorp Charly-sur-Seine toe te voegen. Deze tweede schenking werd bevestigd door Hendrik, 53e bisschop van Soissons en door de zoon van Hugo. Het klooster veranderde bij deze gelegenheid van naam naar Saint-Jean-des-Vignes.
In de abdij leefde een gemeenschap van kanunniken Joannisten (leerlingen van Sint-Jan) volgens de regel van Augustinus.

## Constructie en organisatie van het monastieke leven
Zoals voor het grootste deel van de grote abdijkerken en kathedralen stonden op de site achtereenvolgens verschillende kerken: de romaanse kapel van Saint-Jean-du-Mont waarvan men vermoedelijk in 1951 de grondvesten heeft gevonden. Het feit dat deze locatie als cultusplaats bestaat is gevolg van het feit dat ze eerst een Romeins christelijk kerkhof herbergde.  Als gevolg van de stichting met een gemeenschap die de Augustijnse regel volgde, werd de abdij het moederhuis van de orde van leerlingen van Sint-Jan. De paus stelde het aantal kanunniken op 90 vast en er leefden tevens een dertigtal lekenbroeders en -bij aanvang- een beperk aantal zusters. De monniken stonden als artsen en verzorgden in voor het verzorgen en verwerken van verschillende kruiden voor zieken en epileptici. Dit verklaart tevens de overdaad aan florale decoratie in de abdij.
De abdij bestond uit verschillende gebouwen, waarbij omstreeks 1520 de abdij zijn hoogtepunt kende en er rondom het geheel een muur werd gebouwd en een gracht gegraven. Er leefden toen ongeveer 150 monniken en lekenbroeders. Ze hadden personeel en baatten zo'n dertig hoeves uit, terwijl er tevens veertig parochies van de abdij afhankelijk waren en dus inkomsten genereerden. De kanunniken waren er vaak ook de parochiepriester. De priester-monniken droegen een wit habijt en de lekenbroeders zwart of violet.
De gebouwen die vandaag nog te zien zijn dateren grotendeels van het einde van de 13e eeuw. Zo zijn er nog de kelder, het poortgebouw, het refectorium en de keukens en uit de 14e eeuw dateert het schip en de opbouw van de torens.

## De abdij in de middeleeuwen

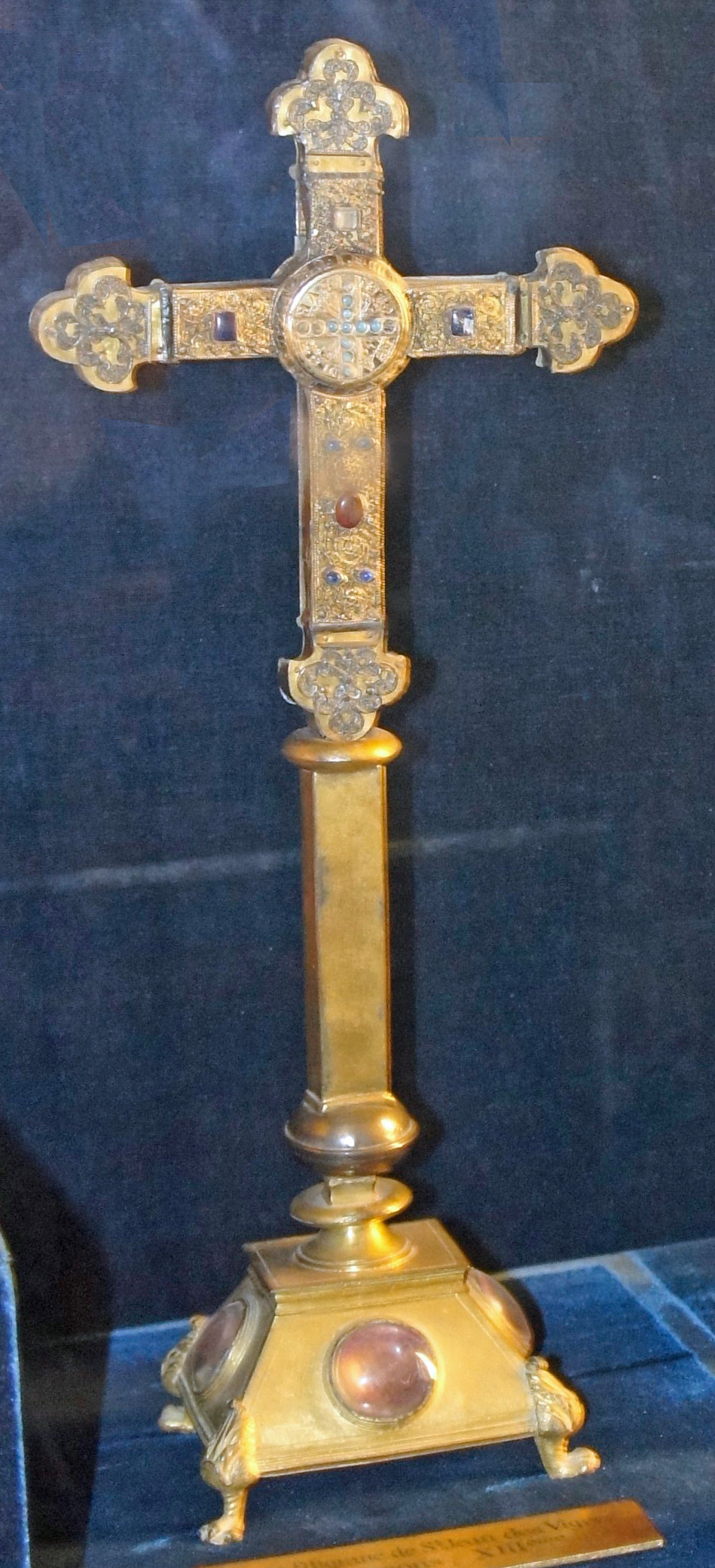
Reliekkruis (13e eeuw).

In de 13e en 14e eeuw ontving de abdij talrijke giften en schenkingen van koningen, heren en hoogwaardigheidsbekleders.
Drie schenkingen hadden in het bijzonder tot doel de joannisten te onderwijzen. De eerste werd geschonken door Raoul de Presles te Parijs die een eeuwigdurende beurs schonk, de tweede van  Aubert de Bignicourt die het college Sainte-Catherine te Soissons stichtte en het onder het bestuur van de monniken van Sint-Jan  plaatste en de derde is van kardinaal Johannes de Dormans die hen het bestuur toekende over het college Dormans-Beauvais.
Bij het uitbreken van de Honderdjarige Oorlog verlegde de werven zicht en werd het geheel omgord (omstreeks 1375). In deze veilige omgeving installeerde Karel VI zijn kwartier en generale staf, terwijl de Armagnacs de stad belegerden.

## Hoogtepunt en neergang in de nieuwe tijd
Na het beëindigen van de Honderdjarige Oorlog begon men met de bouw van de twee torens voor de abdijkerk. Dit gebeurde in twee fasen. De grote toren werd gebouwd tussen 1488 en 1495 en de kleine tussen 1516 en 1520. De abdijkerk werd door Johannes Milet, bisschop van Soissons in 1478 ingewijd en toegewijd aan de heilige Maagd Maria,Sint-Jan-de-Doper en Sint-Jan-evangelist.
In 1544 stelde de abdij de grote zaal ter beschikking van keizer Karel V voor de voorbereiding van het Verdrag van Crépy. Hij verbleef er van zaterdag 13 tot dinsdag 16 september. Om een nieuw invasie te verhinderen verstrekte Hendrik II de verdediging van Soissons. De heuvel van Saint-Jean-des-Vignes werd door zijn hoge ligging als te gevaarlijk beschouwd, waarop de ingenieurs adviseerde om de abdij af te breken. De stad Soissons protesteerde hevig en bisschop Matthias de Longuejoue, naaste van de koning, slaagde erin de abdij te laten overleven en in de stadsomwalling op te nemen waarvoor de wijngaarden deels gerooid moesten worden en de oppervlakte verkleind moest worden om binnen de stadsomwalling van Soissons te kunnen worden opgenomen.
Tot die periode werden de abten door de monniken verkozen en oefenden ze daadwerkelijk hun ambt uit. Zo'n 31 deden dit allesbehalve met de nodige waardigheid. Vanaf 1566 werden de abten door de koning gekozen uit de adel en benoemd als commanditaire abten. De meesten leven aan het hof of elders en kwamen enkel in contact met de abdij om hun inkomsten op te eisen. De grootprior werd belast met het toezicht op de religieuze observantie.
In 1567 namen de hugenoten onder leiding van de Lodewijk I van Bourbon-Condé, broer van Karel van de Bourbon, abt van Saint-Jean, bij verrassing Soissons in. De monniken verwachtten dat hun abt bij zijn broer zou tussenkomen om de abdij te sparen. Hij deed echter niets en slechts de vlucht door de riool door de ringmuur liet toe dat alle op een na ontsnapten aan het gevaar. Saint-Jean werd gebrandschat en de kerk omgevormd tot stal. Het zilverwerk en de bronzen klokken werden gesmolten, het pijpwerk afgebroken net als het gouden altaar. De klokkentoren op het refectorium werd vernietigd. De archieven gingen bijna totaal verloren. Aan het einde van deze periode werd de schade op meer dan 100.000 pond geschat.

## De Franse Revolutie en het einde van de abdij
Tijdens de Franse Revolutie werden de 72 monniken -die nochtans de grote zaal aan de derde stand ter beschikking hadden gesteld- uit de abdij verjaagd. Het gemeentebestuur van Soissons protesteerde tegen de opheffing van de abdij. Niettemin werd het meubilair verkocht, het zilverwerk gesmolten en naar de Parijse Munt gebracht. De laatste grootprior werd in 1792 vermoord te Saint-Firmin (Parijs). De abdij kreeg een militaire bestemming en men bracht er de bakkerij in onder.
Door deze herbestemming onderging de abdij belangrijke beschadigingen. Het archief werd vernietigd, de beelden werden onthoofd en de brandglasramen kapot geslagen. Dit laatste zorgde bovendien voor een incident aangezien glaspartikels in het brood terechtkwamen en men een complot vermoedde.
De woelige periode ging voorbij en er gingen stemmen op om het geheel te renoveren. Het gebouw liep echter -net als de kathedraal- bijkomende schade door het gebrek aan onderhoud en instandhoudingswerken. De prijs voor de renovatie werd op 26.786 pond geschat. De schepenen stelden daarom aan de burgemeester voor het complex voor de materialen af te breken. De kerk werd daarom aan de bisschop ter beschikking gesteld die -ondanks levendig protest van de burgers en politiek gezagsdragers- de afbraak van het gebouw (met uitzondering van de torens) beval.
Op 10 juni 1809 kochten de metser Valot en de schrijnwerker Delacroix de ganse kerk voor 3000 frank. Voordien, in 1807, waren reeds de venster en het ijzerwerk verkocht. Talrijke huizen in Soissons werden gebouwd met de stenen uit de voormalige abdij. Ze verkochten echter niet goed. De afbraak duurde in totaal zo'n 20 jaar en zo verdween het prachtige schip van de abdijkerk van Saint-Jean-des-Vignes op dezelfde wijze als Cluny. Het restant van het gebouw bleef zonder onderhoud en verkommerde. Hierdoor diende men de grote spits te verstevigen met ijzer. Dit gaf niet het gewenste resultaat en uiteindelijk werden rondom de spits acht ijzeren banden aangelegd.

## Fotogalerij

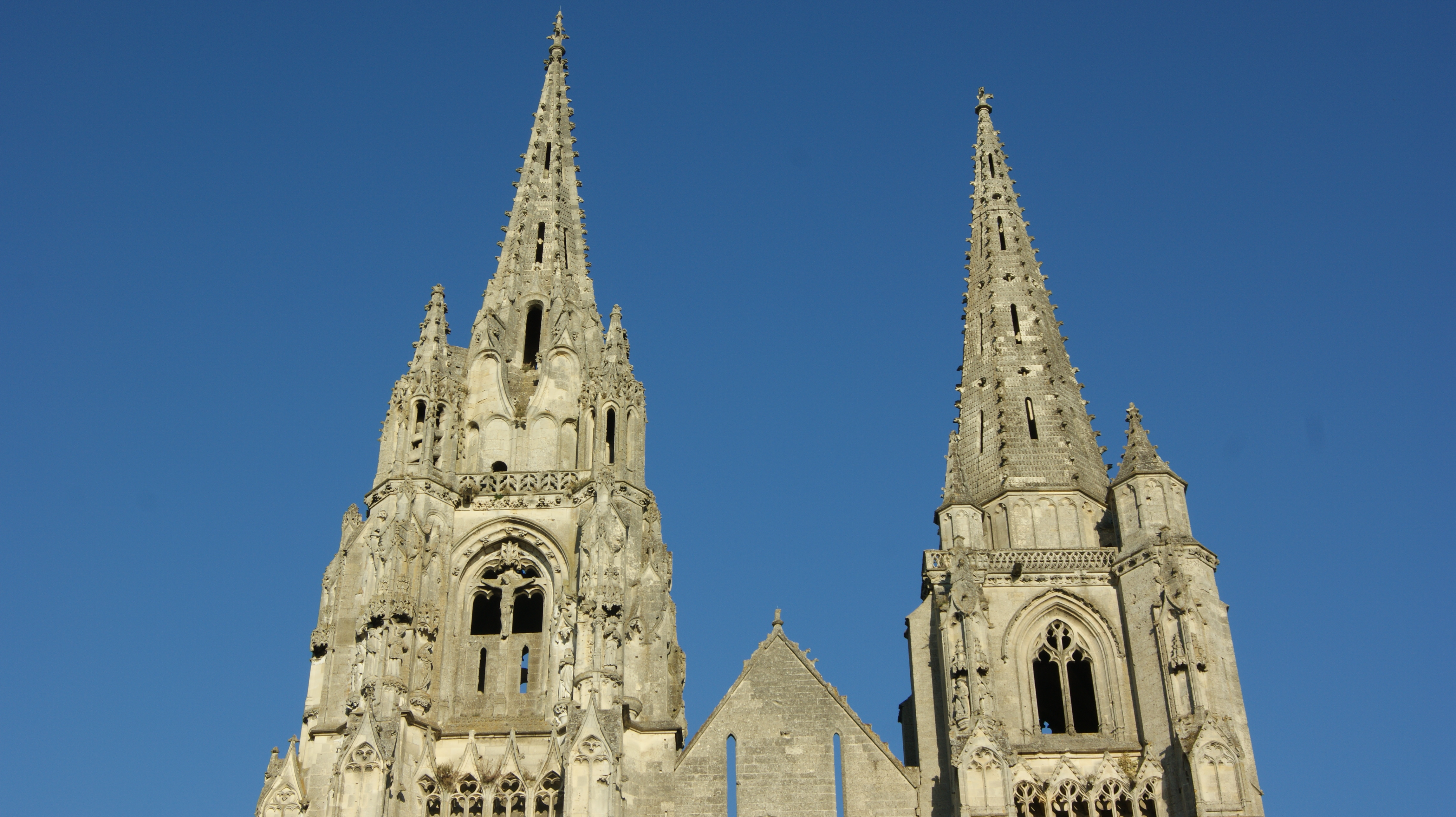
De twee spitsen van de voormalige abdijkerk.
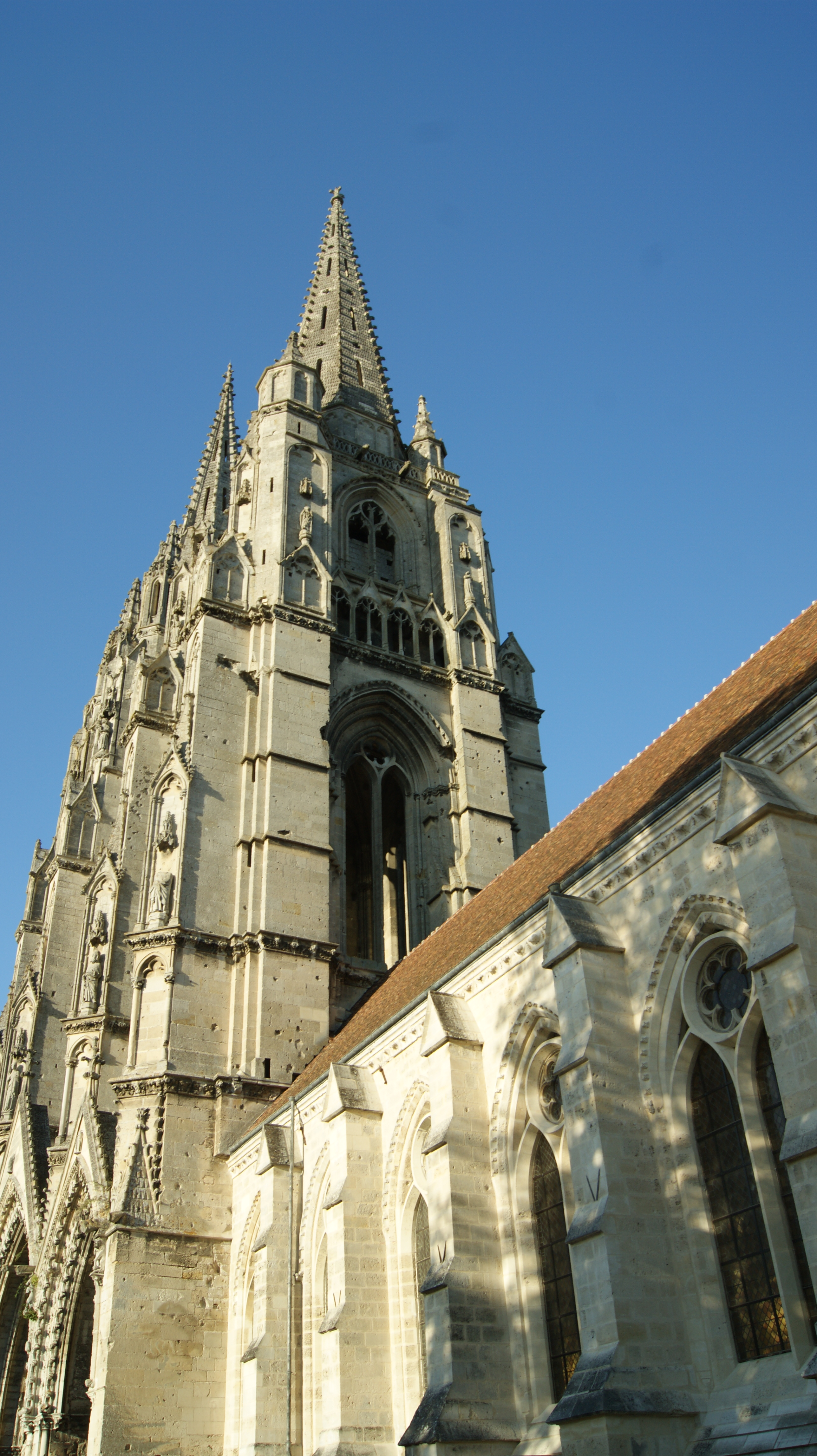
De kelder en de gevel van de abdij.
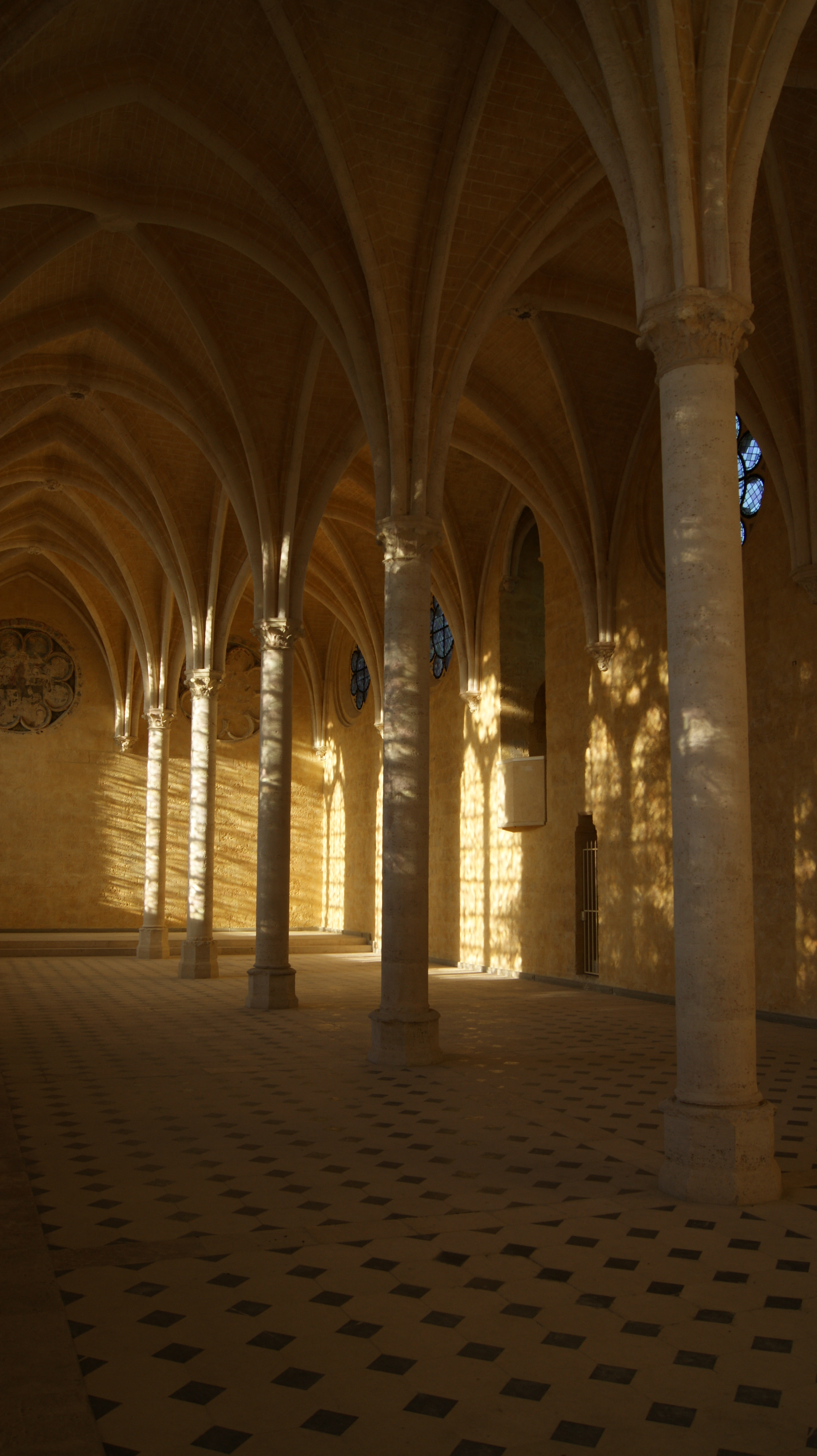
Het interieur van het refectorium van de abdij.
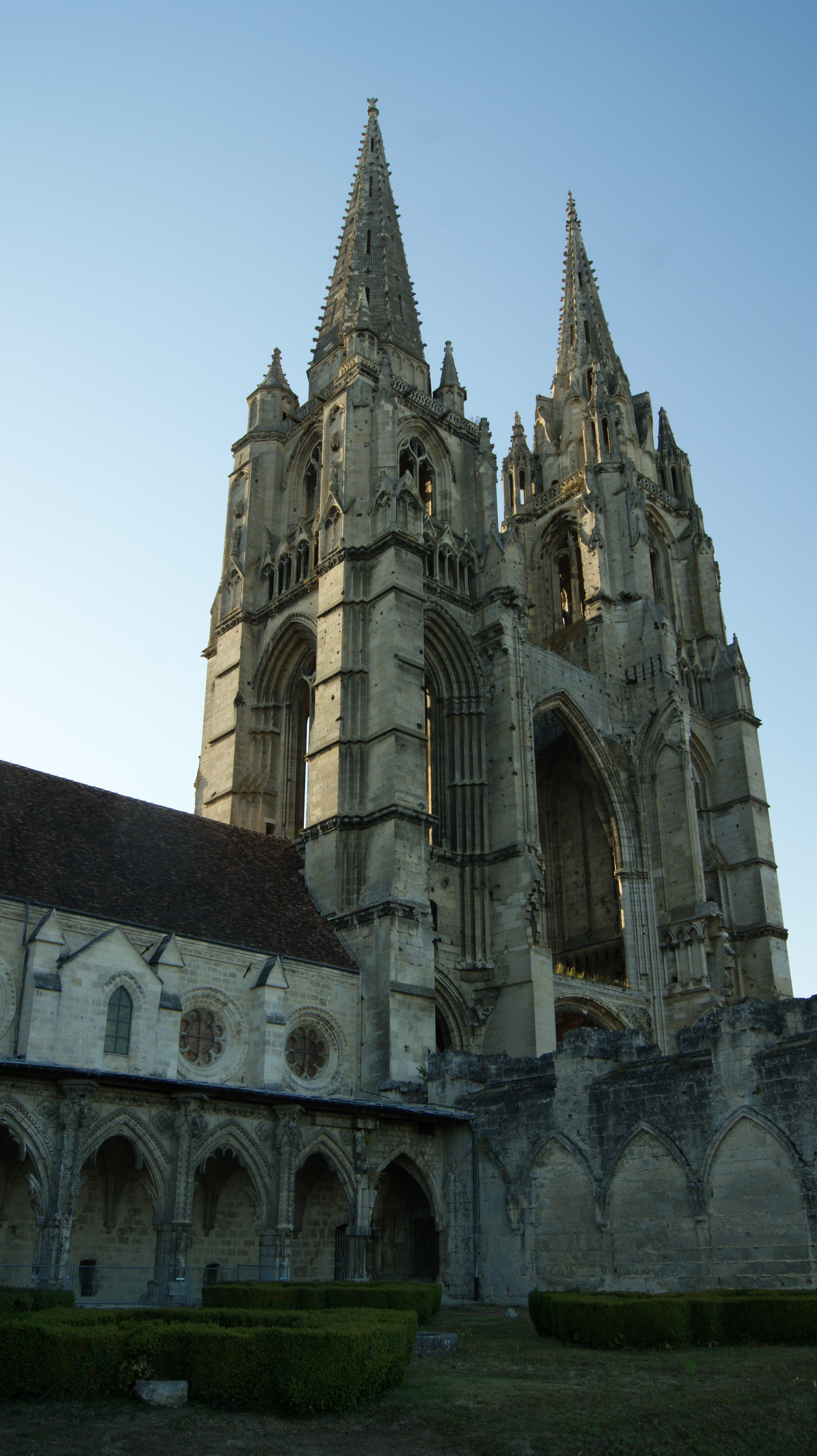
De kloostergang en de gevel van de abdijkerk.
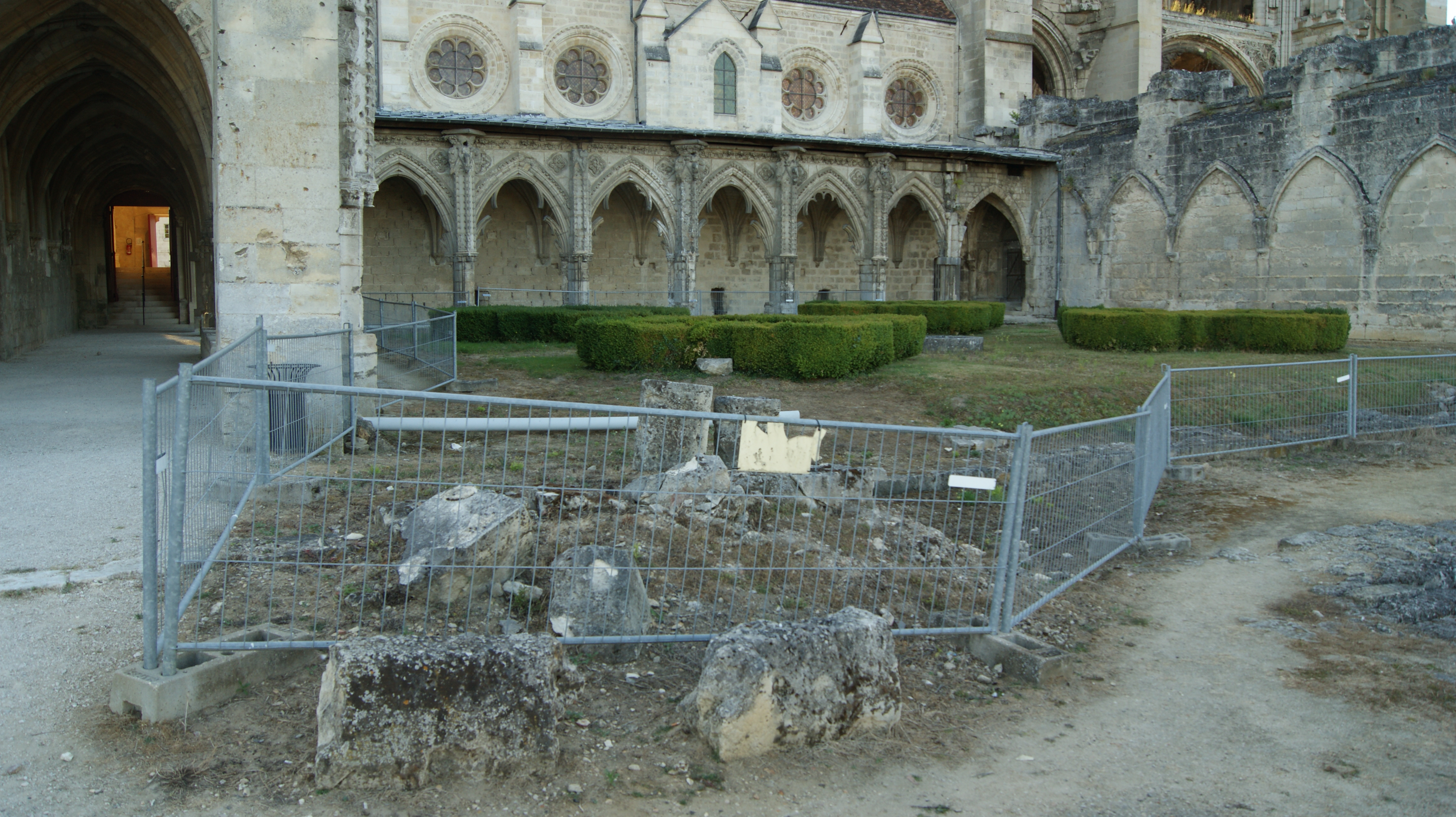
De kloostergang en de bescherming tegen eventuele steenslag.
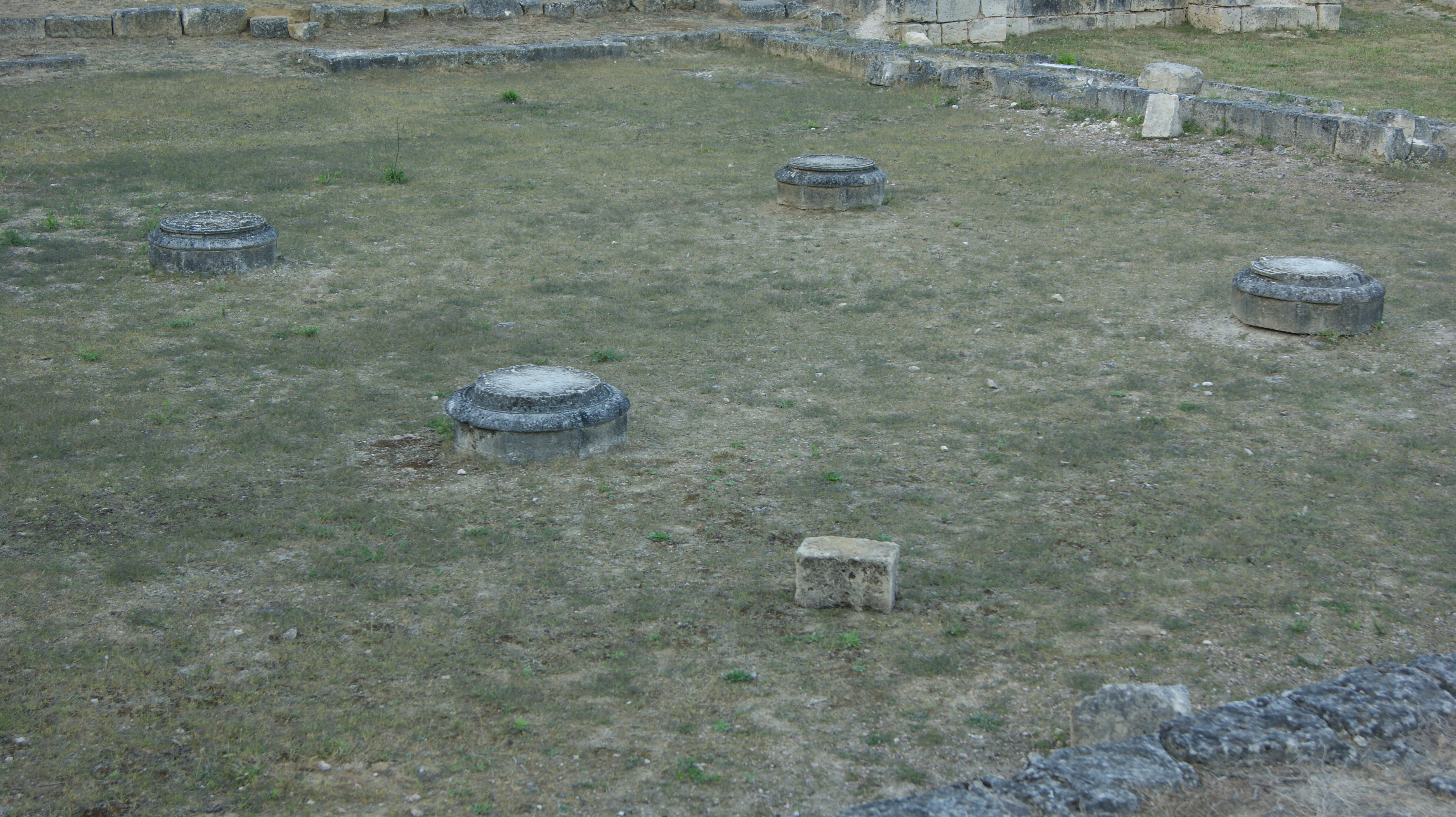
Ruines van een deel van de abdij.
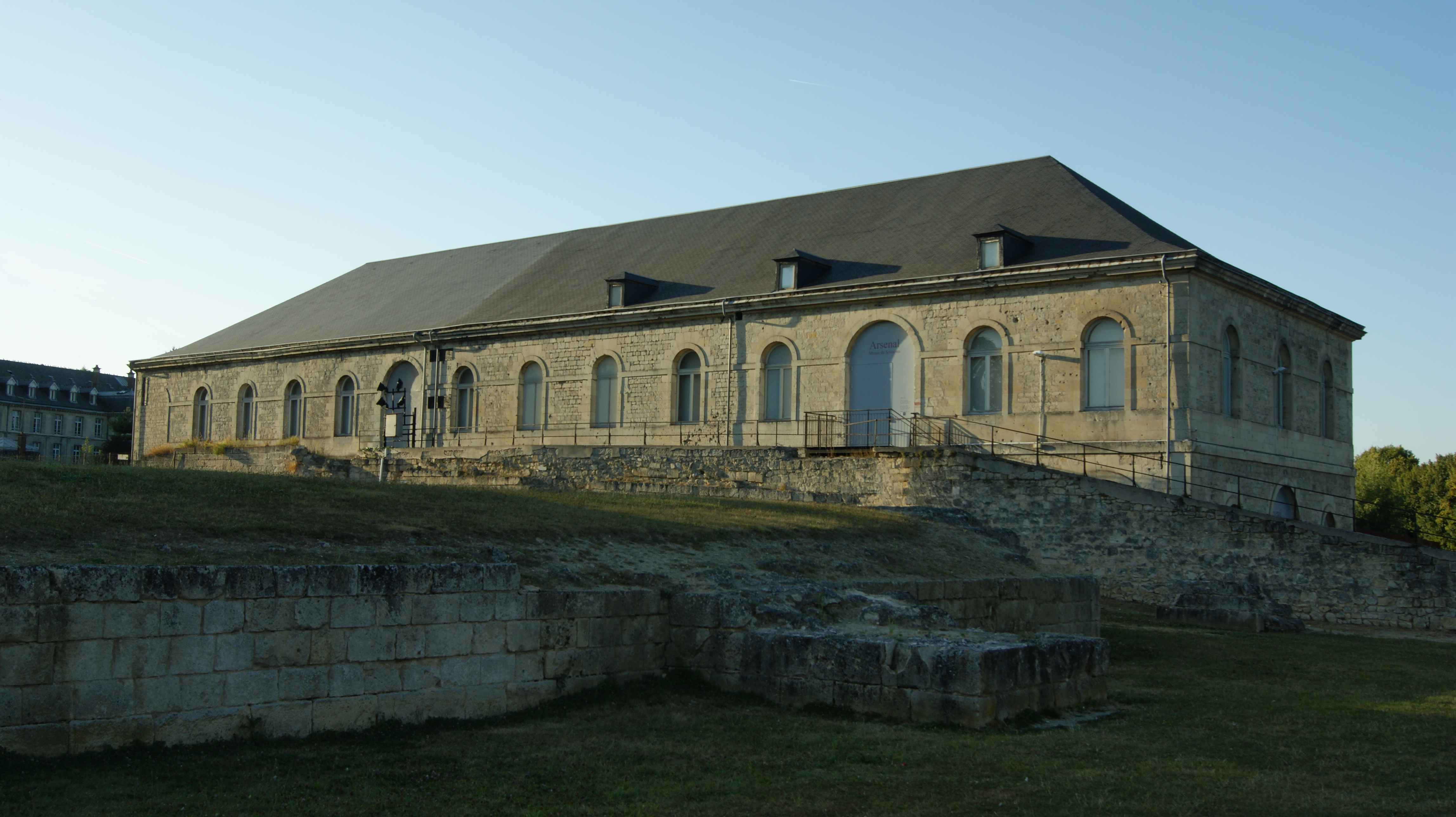
Arsenaal en grondvesten van de abdijkerk.